# Ophiomyia octava
Ophiomyia octava este o specie de muște din genul Ophiomyia, familia Agromyzidae, descrisă de Spencer în anul 1969.
Este endemică în Ontario. Conform Catalogue of Life specia Ophiomyia octava nu are subspecii cunoscute.